# Eurylana pore
Eurylana pore är en kräftdjursart som beskrevs av Bruce 1982. Eurylana pore ingår i släktet Eurylana och familjen Cirolanidae. Inga underarter finns listade i Catalogue of Life.